# Tlatet Eddouar
Tlatet Eddouar è un comune dell'Algeria, situato nella provincia di Médéa.